# Secretul inginerului Mușat
Secretul inginerului Mușat este un roman științifico-fantastic scris de autorul român Sergiu Fărcășan.
A fost publicat sub pseudonimul Crișan Făgerașu, în foileton, în CPȘF # 108-111 din mai-iulie 1959. Anterior, Sergiu Fărcășan a  mai publicat în foileton O iubire din anul 41.042 sub același pseudonim în CPȘF #83-86, din iulie-august, 1958.

## Prezentare
Din Torida (o țară capitalistă), inginerul român Grigore Mușat încearcă fără succes să plece cu familia sa în România. Narațiunea are loc în anul 1965. Grigore Mușat a descoperit o așa-zisă pânză vie care se înmulțește singură. Două companii, Textilinghtouse (deținută de Rockepont) și Wessemer  (deținută de Orsini) au trimis mii de agenți să-l prindă. Mușat, ajutat de Traian Cristea, s-a ascuns cu familia sa într-o vilă a lui Rockepont, dar curând este descoperit de un agent.

## Personaje
- Grigore Mușat, inginer român
- Traian Cristea
- Rockepont, proprietarul companiei Textilinghtouse
- Orsini, proprietarul companiei Wessemer

## Vezi și
- 1959 în științifico-fantastic
- Listă de romane românești științifico-fantastice